# Jejkowice
Jejkowice [jɛikɔˈvitsɛ][jɛi̯kɔˈvit͡sɛ] (în germană Jeykowitz) este un sat în powiatul Rybnik, voievodatul Silezia, din sudul Poloniei. Este reședința gminei (district administrativ) omonime. El se află la aproximativ 7 kilometri nord-vest de Rybnik și la 42 de kilometri sud-vest de capitala regională Katowice.
Satul are o populație de 3.540 de locuitori.